# Třemošná
Třemošná (en allemand : Tschemoschna) est une ville du district de Plzeň-Nord, dans la région de Plzeň, en République tchèque. Sa population s'élevait à 5 051 habitants en 2024.

## Géographie
Třemošná se trouve à 9 km au nord du centre de Plzeň et à 81 km à l'ouest-sud-ouest de Prague.

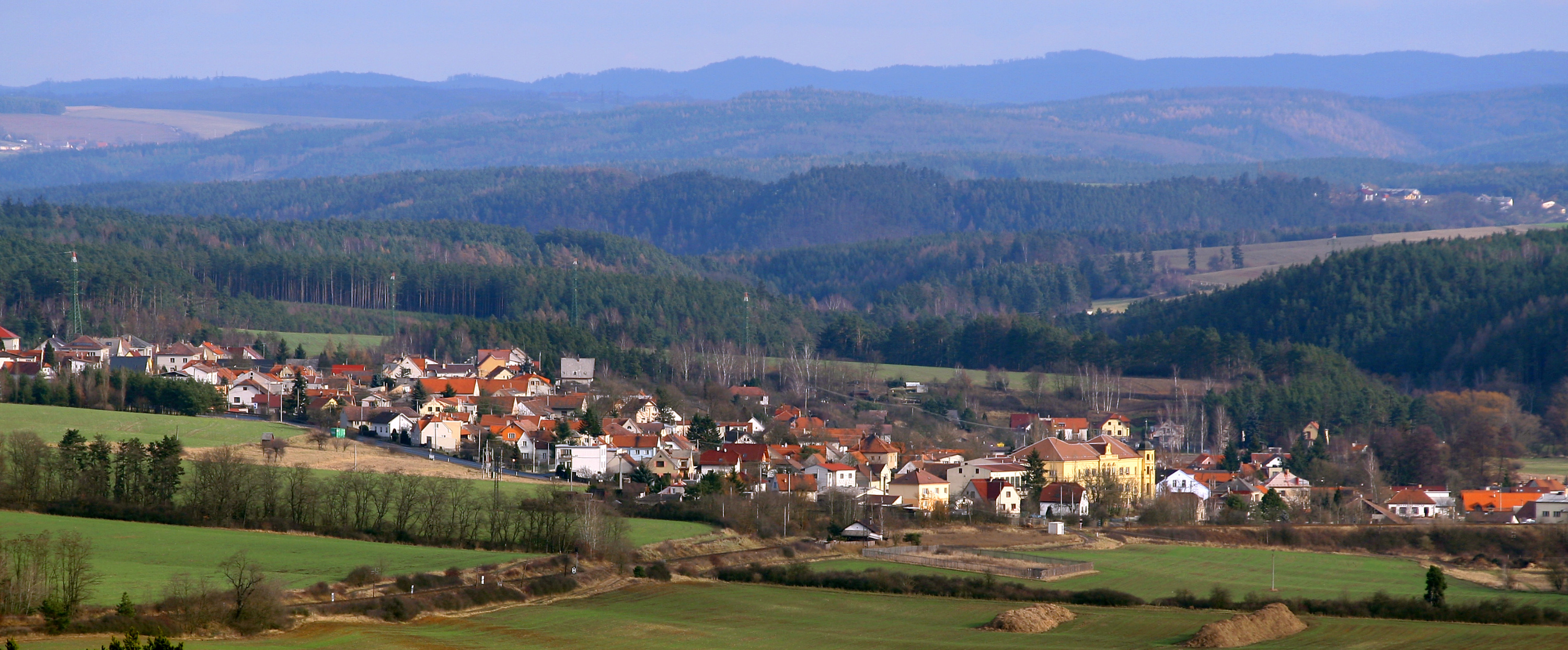
Panorama de Třemošná.

La commune est limitée par Horní Bříza au nord, par Hromnice au nord-est, par Česká Bříza à l'est, par Zruč-Senec, Plzeň et Chotíkov au sud, et par Ledce à l'ouest.

## Histoire
La première mention écrite de la localité date de 1181.

## Administration
La commune se compose de deux sections :
- Třemošná
- Záluží

## Galerie

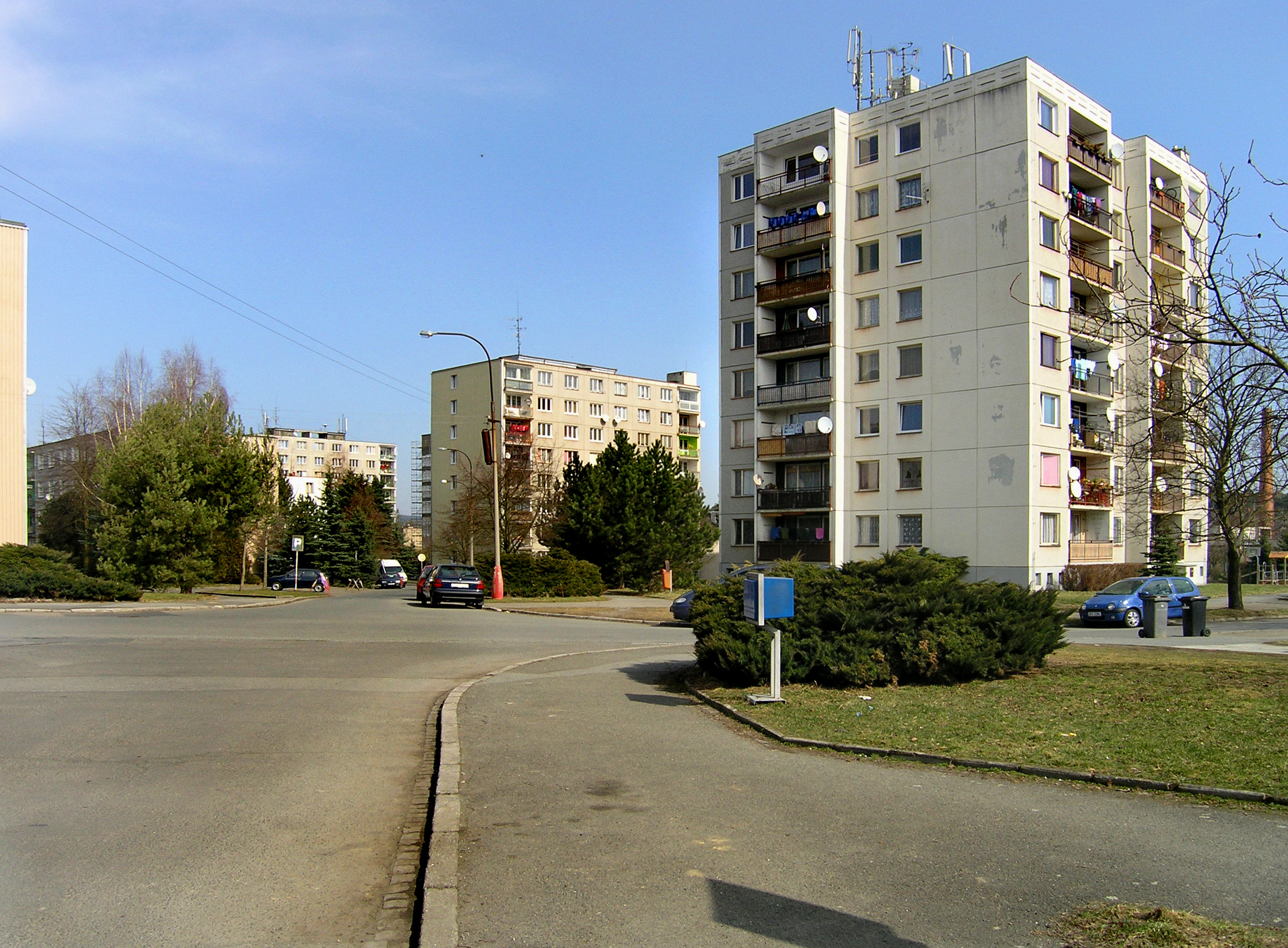
Třemošná : ensemble résidentiel.
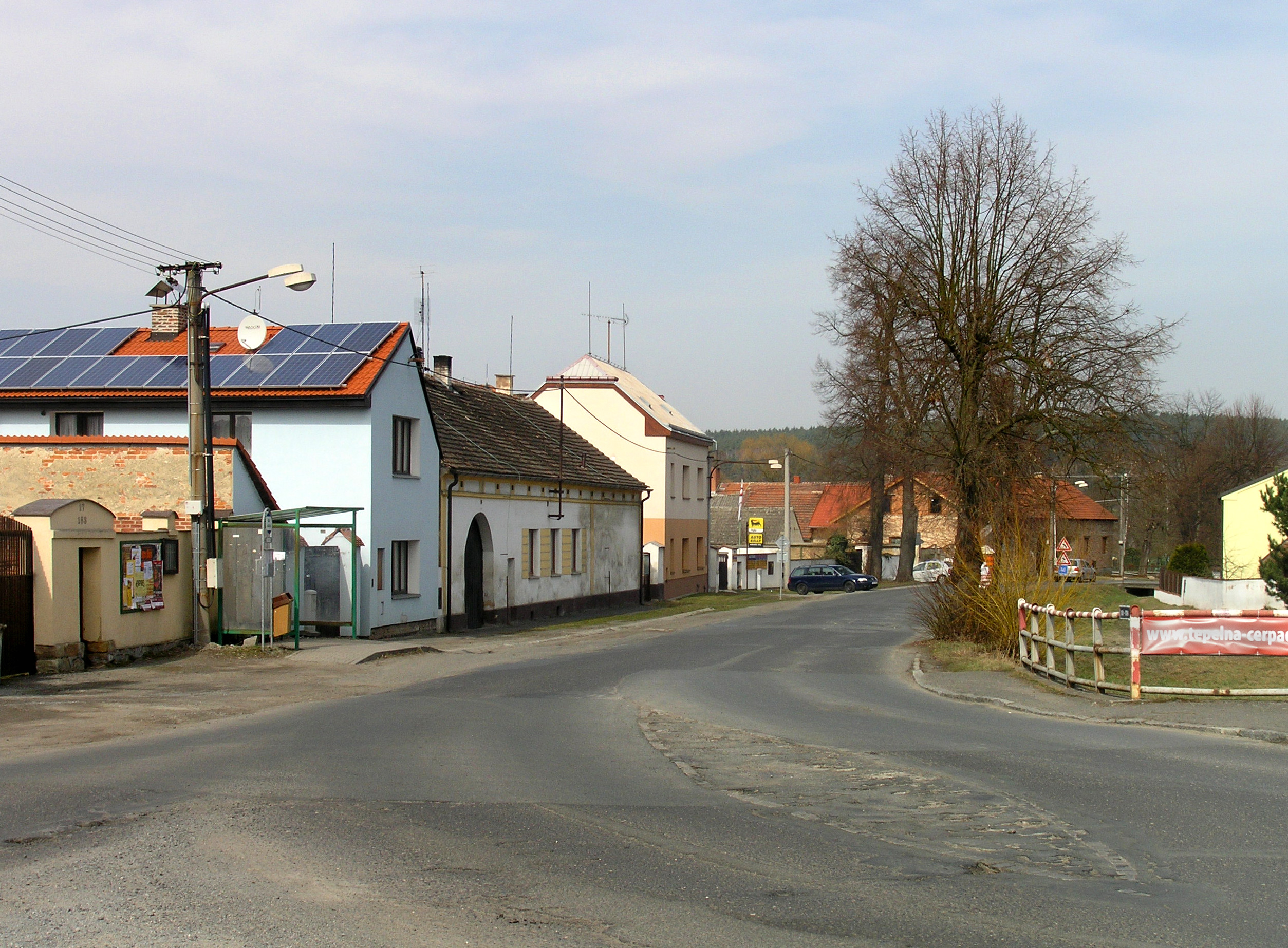
Rue de Záluží.

## Transports
Par la route, Třemošná se trouve à 9 km de Plzeň et à 101 km de Prague.